# Marià Cañardo i Lacasta
Marià Cañardo i Lacasta (Olite, Navarra, 5 de febrer de 1906 - Barcelona, 20 de juny de 1987) fou un ciclista professional, considerat un dels millors ciclistes catalans de la història. El seu rècord de 7 Voltes a Catalunya encara no ha estat superat. Fou conegut amb el sobrenom de el català d'Olite.
Orfe a 14 anys, es traslladà a Barcelona amb la seva germana i fou aquí on descobrí la bicicleta. Fou professional entre 1926 i 1943. Excel·lent escalador i contra-rellotgista fou pràcticament invencible a la Volta on vencé en 7 ocasions i fou dos cops segon i dos tercer. A més fou quatre cops campió d'Espanya i guanyà una etapa del Tour de França la catorzena etapa del 1937, entre La Guingueta d'Ix-Acs. Quan es va retirar va iniciar una altra fecunda etapa com a director esportiu, dirigent i organitzador. Entre altres càrrecs, va ser director de l'equip espanyol de ciclisme que de 1951 a 1953 va competir en el Tour de França, va dirigir diverses formacions ciclistes, va ser director de curses, entre elles la Setmana Catalana i el Circuit Català, membre de la Junta Directiva de la Federació Espanyola de Ciclisme i president de la Federació Catalana de Ciclisme del 1969 al 1974. Rebé la medalla Forjadors de la Història Esportiva de Catalunya el 1987.
A causa de la celebritat i les virtuts pròpies del ciclista, com la potència i velocitat, el seu primer cognom catalanitzat en ny, canyardo, s'utilitza popularment per descriure un xut molt potent, sovint emprat en la mainada.

## Palmarès
- 1926
  - 1r de la Vuelta a Cantabria i vencedor de 2 etapes
  - 1r del circuit del Penedès a Vilafranca
  - 1r del trofeu Torrot a Sabadell
  - 1r de la Vila-real-Terol-Vila-real
- 1927
  - 1r del G.P. de la Penya Ciclista de Mollet i vencedor de 2 etapes
  - 1r del trofeu Vivert a Tarragona
  - Vencedor d'una etapa de la Volta a Astúries
- 1928
  -  1r de la Volta a Catalunya i vencedor de 3 etapes
  - Vencedor de 2 etapes de la Volta a Astúries

| - 1929 - 1r de la Volta a Catalunya i vencedor d'una etapa - 1r del Campionat de Barcelona - 1r del trofeu Vivert a Tarragona - 1r del G.P. de l'Exposició a Barcelona - 1r a Figueres - 1r a Sant Martí - 1930 - 1r del Campionat d'Espanya - 1r de la Volta a Catalunya i vencedor de 4 etapes - 1r de la Volta a Llevant i vencedor de 3 etapes - 1r de la Volta al País Basc i vencedor d'una etapa - 1r de la Vuelta a Santander - 1r del circuit de Getxo - 1r a San Pedro a Irún - 1931 - 1r del Campionat d'Espanya - 1r de la Vuelta a Madrid i vencedor d'una etapa - 1r de la Terol-València-Terol - 1r del G.P. de Faura - Vencedor de 2 etapes de la Volta a Catalunya - Vencedor de 3 etapes de la Volta a Llevant - 1932 - 1r de la Volta a Catalunya - 1r del Trofeu Masferrer - 1r del G.P. de Sabadell - 1r del circuit del Penedès a Vilafranca - 1r del G.P. de Reus - 1r del circuit de la Ribera del Jalon - Vencedor de 2 etapes de la Volta a Llevant - 1933 - 1r del Campionat d'Espanya - 1r del Trofeu Masferrer - 1r de la València-Alcoi-València i vencedor d'una etapa - 1r del G.P. de Valladolid i vencedor d'una etapa - 1r del G.P. de Faura - Vencedor de 2 etapes de la Volta a Llevant | - 1934 - 1r del Campionat de Catalunya - Vencedor d'una etapa de la Volta a Catalunya - 1935 - 1r de la Volta a Catalunya i vencedor de 3 etapes - Vencedor d'una etapa de la Volta a Galícia - Vencedor d'una etapa de la Volta a Espanya - 1936 - 1r del Campionat d'Espanya - 1r de la Volta a Catalunya i vencedor de 3 etapes - Vencedor de 2 etapes de la Volta a Espanya - Vencedor d'una etapa del Gran Premi de la República - 1937 - 1r de la Volta al Marroc i vencedor d'una etapa - 1r de la Alès-Besiers - 1r a Perpinyà - 1r a Els Banys d'Arles - Vencedor d'una etapa al Tour de França - 1938 - 1r de la Volta al Marroc i vencedor de 2 etapes - 1939 - 1r de la Volta a Catalunya i vencedor de 4 etapes - 1r de la Madrid-Lisboa i vencedor d'una etapa - 1r del Circuit del Nord i vencedor de 4 etapes - 1r de la Vuelta a Sevilla - Vencedor d'una etapa de la Barcelona-Madrid - Vencedor d'una etapa de la Volta a Àlaba - 1940 - 1r de la Vuelta a Los Puertos - Vencedor d'una etapa del Gran Premi de la Victòria - 1941 - 1r del G.P. de Sabadell - 1r de la Manresa-Santpedor-Manresa - Vencedor d'una etapa de la Volta a Catalunya |

### Resultats al Tour de França
- 1934. 9è de la classificació general
- 1936. 6è de la classificació general
- 1937. 30è de la classificació general. Vencedor d'una etapa
- 1938. 16è de la classificació general

### Resultats a la Volta a Espanya
- 1935. 2n de la classificació general. Vencedor d'una etapa
- 1936. 10è de la classificació general. Vencedor de 2 etapes